# Pasiphae (måne)
Pasiphae er en af planeten Jupiters måner: Den blev opdaget 27. januar 1908 af Philibert Jacques Melotte, og kendes også under betegnelsen Jupiter VIII. Den blev første gang set på en fotografisk glasplade der var blevet optaget fra Royal Greenwich-observatoriet den 28. februar 1908, og siden hen fandt man den på andre plader, optaget tilbage den 27. januar samme år.
Lige efter opdagelsen fik den den midlertidige betegnelse 1908 CJ, men i 1975 vedtog den Internationale Astronomiske Union at opkalde den efter Pasiphae fra den græske mytologi.
Pasiphae lægger navn til den såkaldte Pasiphae-gruppe; en ikke særlig skarpt afgrænset gruppe der omfatter i alt 13 af Jupiters fjerneste måner